# Timothée d'Alexandrie
Timothée d'Alexandrie est un patriarche d'Alexandrie de février 380 au 20 juillet 384.